# تكوين عكسي
التكوين العكسي حيلة نفسية يتخذ فيها الفرد أسلوبًا يعبر عن عكس الدافع الموجود عنده، وتكون غالبًا ردة الفعل مبالغ فيها، فالتكوين العكسي يعمل على قمع وكبت الدافع المثير للقلق وبذلك يستريح صاحبه مؤقتا من القلق والتوتر المرتبط به. ومن أمثلة التكوين العكسي:
- الإسراف في التمرد والعصيان الناتج عن الشعور بالظلم والإهمال والإذلال.
- الزهو والتكبر الناتج عن الشعور بالنقص.
- الإسراف في الزهد والتقوى الذي قد يخفى دوافع وميول جنسية أو عدوانية.
- الإسراف في القسم قد يكون دليلًا على الكذب.